# Takashi Negishi

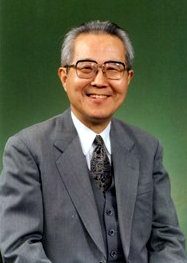
Takashi Negishi

Takashi Negishi (japanisch 根岸 隆, Negishi Takashi; * 2. April 1933 in der Präfektur Tokio) ist ein japanischer Wirtschaftswissenschaftler.

## Werdegang, Forschung und Lehre
Negishi studierte Wirtschaftswissenschaften an der Universität Tokio. Nach seinem Studienabschluss blieb er an der Hochschule, an der er später zum Professor berufen wurde. Später lehrte er an der Aoyama-Gakuin-Universität.
Negishi setzte sich bereits zu Studienzeiten mit der in den 1940er und 1950er Jahren wieder aufkommenden allgemeinen Gleichgewichtstheorie auseinander und veröffentlichte seinerseits einige Arbeiten, in denen er mit mathematischen Methoden die Theorie auszuweiten und auszuloten versuchte. Geprägt von den Arbeiten John Richard Hicks’ galt es, möglichst viele Elemente des wirtschaftlichen Prozesses wie Wachstum, Geld, Unsicherheit und Stabilität im Modell abzubilden. Dabei entdeckte er einige Grenzen der bisherigen Theorie. Nachdem insbesondere durch Kenneth Arrow, Leonid Hurwicz und Lionel McKenzie stabile Gleichgewichte als zentral postuliert worden waren und Herbert Scarf sowie David Gale bedeutende Gegenbeispiele für die Ansätze der drei genannten vorgelegt hatten, entwickelte Negishi zusammen mit Frank Hahn einen weiteren Ansatz für stabile Gleichgewichte.
Nachdem Negishi sich in den 1970er Jahren vornehmlich mit der Anwendung der allgemeinen Gleichgewichtstheorie auf die mikroökonomischen Grundbausteine der keynesianischen Makroökonomie auseinandergesetzt hatte, wandte er sich ab Mitte des folgenden Jahrzehnts der Geschichte der Wirtschaftstheorie zu und stellte Theorievergleiche zwischen diversen Ansätzen dar.
1994 diente Negishi als Präsident der Econometric Society. 2006 wurde er als Person mit besonderen kulturellen Verdiensten geehrt, 2014 wurde er mit dem Kulturorden ausgezeichnet.